# New London (Missouri)
New London é uma cidade localizada no estado americano de Missouri, no Condado de Ralls.

## Demografia
Segundo o censo americano de 2000, a sua população era de 1001 habitantes.
Em 2006, foi estimada uma população de 1011, um aumento de 10 (1.0%).

## Geografia
De acordo com o United States Census Bureau tem uma área de
1,8 km², dos quais 1,8 km² cobertos por terra e 0,0 km² cobertos por água.

## Localidades na vizinhança
O diagrama seguinte representa as localidades num raio de 20 km ao redor de New London.